# Templo y Exconvento de San Mateo Apóstol
El Templo y Exconvento de San Mateo Apóstol es un monumento arquitectónico mexicano ubicado en el municipio de Atlatlahucan, Morelos. Fue construido por la Orden de San Agustín en el siglo XVI. Su iglesia se caracteriza por seguir oficiando misas con el rito tridentino, previo al Concilio Vaticano Segundo, con la misa en latín y el sacerdote de espalda a la congregación. Desde 1994 es considerado Patrimonio de la Humanidad por la Unesco como parte de los Monasterios en las faldas del Popocatépetl. El acceso al templo está cerrado debido a los daños causados a su estructura por el terremoto del 19 de septiembre de 2017.

## Historia
La construcción del Convento de San Mateo Apóstol fue realizada de 1535 a 1567, bajo la dirección de los frailes Jerónimo de San Sebastián y Jorge de Ávila, ambos de la Orden de San Agustín. La iglesia fue dedicada a Mateo el Evangelista, uno de los doce apóstoles de Jesús. En 1745 el templo pasó a ser controlado por el clero secular.
En 1994 el exconvento fue considerado Patrimonio de la Humanidad por la Unesco como parte de los Monasterios en las faldas del Popocatépetl. Tras el terremoto del 19 de septiembre de 2017 el templo fue cerrado al público debido a los daños que sufrió su estructura. La única parte accesible es el patio principal, que es usado para oficiar la misa de forma regular.
En el año 2023 se ha vuelto a abrir gracias a los trabajos del ayuntamiento municipal y del INHAI estatal, y se han vuelto a oficiar misas en dentro del templo.

## Estructura
El conjunto arquitectónico está compuesto por una iglesia, un convento, un atrio amurallado, una capilla abierta, un portal de peregrinos y cuatro capillas posas, de las cuales solo se conservan dos en la actualidad. La iglesia consiste en una sola nave cubierta con un techo de bóveda de cañón. La fachada se caracteriza por sus pocos elementos decorativos, entre los que está un reloj instalado en el siglo XIX. La estructura cuenta con almenas y contrafuertes acabados en punta, elementos comunes de la arquitectura medieval.
El interior de la iglesia está decorado con elementos geométricos de estilo mudéjar y con dos pinturas hechas al fresco. Una representa La Última Cena de Cristo y la otra es un árbol genealógico de la Orden de San Agustín.